# Treberg
Treberg kallas i heraldiken en stiliserad bild av ett berg, som har tre rundade toppar. Den mellersta toppen är större än de båda andra. Berget avbildas oftast som uppskjutande, det vill säga det är förenat med sköldens nederkant.
Exempelvis lyder blasoneringen i 
- Strömstads kommunvapen: I blått fält ett flöjtskepp av guld flytande på en av en vågskura bildad och med ett uppskjutande, svart treberg belagd stam av silver. Vapnet fastställdes 1940 för Strömstads stad och övertogs av Strömstads kommun vid dess bildande 1971.
- HMS Strömstad (T141/R141) har fått sitt namn efter fartyget, som byggdes på Karlskronavarvet under våren 1976 och togs i bruk den 24 september samma år. Blasoneringen lyder: I blått fält ett flöjtskepp av guld flytande på en av en vågskura bildad och med ett uppskjutande, svart treberg belagd stam av silver. HMS Strömstad T141 och HMS Strömstad R141 är en torpedbåt respektive en robotbåt i Norrköpingsklass. Robotbåtarna var torpedbåtar mellan 1973 och 1983 och hade då beteckningen "T" för torpedbåt framför numret innan de byggdes om och fick "R" för robotbåt.
- Varbergs kommunvapen: I fält av silver en från ett grönt treberg uppväxande grön ek, åtföljd till höger av ett på berget stående, rött torn med huv, till vänster av en likaledes på berget stående upprest, röd bock med beväring av guld. Blasoneringen fastställdes 1938 och vapnet har sitt ursprung i ett sigill från 1536.
- Huddinge kommunvapen: I fält av guld en på ett blått treberg stående svart, brinnande vårdkase med röd låga. Vapnets utformning fick kunglig fastställelse genom Gustaf V den 28 november 1947.
- Älvsbyns kommunvapen: I blått fält en från av en vågskura bildad, blå stam uppskjutande, genomgående treberg av guld och över detta en sol av samma metall. 1974 registrerades Älvsbyns kommunvapen hos Patent- och registreringsverket enligt de nya reglerna efter återföreningen 1969 av Älvsbyns köping och Älvsbyns landskommun för den sammanlagda Älvsbyns kommun.
- Haparanda kommunvapen: I fält av silver en från ett grönt treberg mellan två uppväxande gröna aspar under en sol av guld uppskjutande riksgränsstolpe av guld med ett blått klot, belagt med tre kronor av guld och krönt med ett kors av guld, lagd över ett svävande, genomgående, nedtill rakt avskuret blått treberg.[1]

## Exempel

Slovakiens statsvapen,
Ungerns riksvapen.
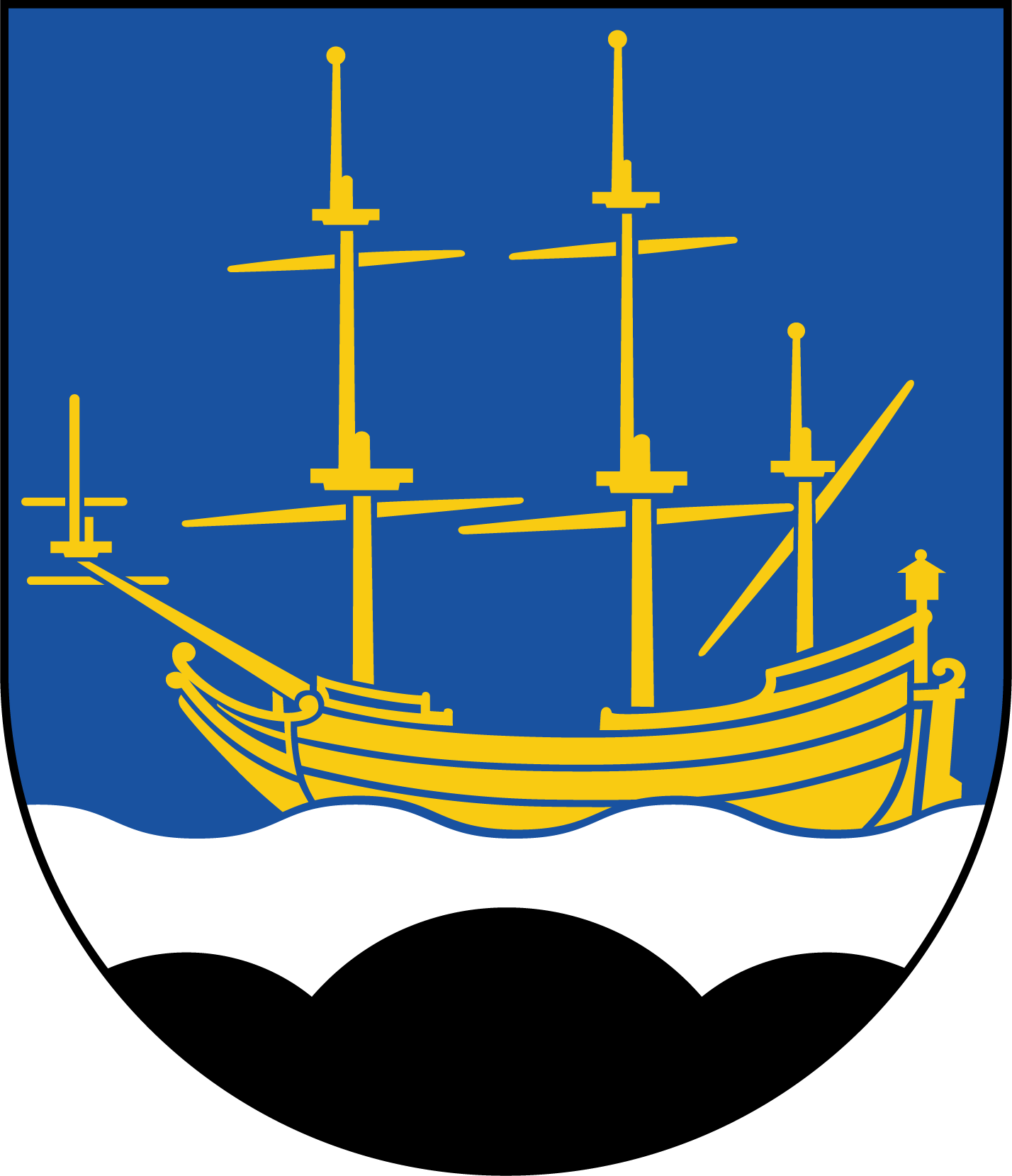
Strömstads kommunvapen. Målad av Vladimir A. Sagerlund då han var heraldisk konstnär vid Riksarkivet.
HMS Strömstad (T141/R141) har fått sitt namn efter fartyget, som byggdes på Karlskronavarvet under våren 1976 och togs i bruk den 24 september 1976.
Varbergs kommunvapen.
Huddinge kommunvapen.
Älvsbyns kommunvapen.
Haparanda kommunvapen.